# Chemins de fer du Kaeserberg
Les Chemins de fer du Kaeserberg est un musée suisse qui accueille une maquette ferroviaire de 610 mètres carrés répartie sur trois niveaux. Le réseau comporte 2 045 mètres de voies ferrées à l'échelle HO (1/87e).

## Histoire
Les CFK, c’est l’histoire d'un rêve d’enfant, devenu réalité grâce à l’imagination, la volonté et la patience de son concepteur, Marc Antiglio.
Pour accomplir son rêve et construire le réseau qu’il avait imaginé, Marc Antiglio s’est attelé au labeur avec la complicité de Jacques Cherbuin, responsable technique et homme de la première heure, qui a permis avec une équipe de talent, la construction et le bon fonctionnement du réseau.
La réalisation des Chemins de fer du Kaeserberg a nécessité dix-sept années de travail.

## Le concept
Il est onze heures, un vendredi d’automne des années 1990, l’air est sec et dégagé, il fait beau. Le paysage, bien qu’imaginaire, reflète une atmosphère typiquement suisse, par le relief, les bâtiments, les panneaux publicitaires, la vie campagnarde et alpine.
Les Chemins de fer du Kaeserberg racontent la vie quotidienne de la dernière décennie du vingtième siècle. Chaque endroit de la maquette est un épisode d’une histoire truffée de détails, transportant le visiteur dans un monde qui se situe entre le rêve et la réalité. Un temps où le téléphone portable se trouvait chez quelques privilégiés, les gares avaient leur chef et le courrier postal voyageait en train jusqu’au village.

## Le réseau
Trois compagnies de chemins de fer se partagent le réseau et circulent dans la région du Kaeserberg :
- les CFF (Chemins de fer fédéraux)
- le RhB (Chemin de fer rhétique)
- le KBB (Kaeserbergbahn, compagnie imaginaire)[5]

## En chiffres
Le réseau, qui a nécessité 17 ans de construction, comporte 2 045 mètres de voie sur une surface de 610 m2.
- 87 trains prêts à rouler
- 62 formations en réserve
- 180 locomotives et autant en réserve
- 1 560 wagons
- 6 500 figurines
- 221 bâtiments
- 1 160 véhicules (routiers)
- 5 400 arbres